# Dracone
Dracone o Draconte (in greco antico: Δράκων?, Drákōn, in latino Draco; Atene, 650 a.C. circa – Egina, 600 a.C. circa) è stato un giurista e politico ateniese.
Visse nel VII secolo a.C. e fu il primo legislatore dell'antica Atene.
La durezza delle pene previste dalle sue leggi anche nel caso di reati minori hanno dato origine a espressioni in cui il termine draconiano viene utilizzato come aggettivo con il significato di "degno di Dracone", ovvero estremamente rigido e severo, talvolta utilizzato ad esempio nelle locuzioni leggi draconiane, misure draconiane o punizione draconiana.

## Biografia
Nato intorno al 650 a.C., è noto per aver inserito nel mondo greco il primo "codice penale" della storia, risalente probabilmente all'anno 621 a.C., seppur altre raccolte di leggi scritte tra cui il noto codice di Hammurabi siano giunte a noi sin dall'epoca delle prime civiltà mesopotamiche.
Stando alla Suida, morì nel 600 a.C. circa in maniera bizzarra: mentre era in visita sull'isola di Egina per essere riverito di fronte a una grande folla nel corso di un evento teatrale, Dracone fu coperto da così tanti cappucci e mantelli preparati in suo onore da esserne soffocato a morte. I toni glorificanti della narrazione potrebbero tuttavia mascherare un allontanamento forzato da Atene per ostilità politica nei suoi confronti.

## Le leggi di Dracone
Nel 621 a.C. Dracone emanò una legge sull'omicidio che segnò la nascita del diritto penale.
In questa legge si distingueva per la prima volta nel diritto il grado di responsabilità personale: chi aveva commesso l'omicidio involontariamente, si pensi ad esempio al progettista di una casa che poi era crollata uccidendone gli abitanti, era condannato all'esilio. Il tribunale che se ne occupava era formato da cinquantun efeti. Chi invece aveva commesso l'omicidio volontariamente era condannato a morte dall'Areopago.
Con questo decreto Dracone poneva fine alle sanguinose vendette dei parenti delle vittime poiché il reato doveva essere riconosciuto da un apposito tribunale. Il legislatore dovette però concedere un'eccezione, che riguardava l'"omicidio giusto". Infatti, in caso di illegittima relazione carnale della moglie, della figlia, della sorella, della madre o della concubina, al cittadino ateniese era consentito ucciderla, se colta in flagranza di reato. Tale principio legale è stato accolto nel diritto di molti Paesi, resistendo pressoché inalterato nei secoli. In Italia, ad esempio, è sopravvissuta una norma fino al 1981 che mitigava la pena in caso di omicidio definito come "delitto d'onore".
Il codice di leggi di Dracone è ricordato per la sua particolare severità: la pena di morte era la punizione anche per piccole infrazioni. Ogni debitore, il cui stato sociale fosse inferiore a quello del suo creditore, ne diventava schiavo, mentre la punizione era più lieve per chi avesse debiti nei confronti di una persona di classe inferiore. Il codice di Dracone fu sostituito proprio per la sua severità da quello di Solone nella prima parte del VI secolo a.C.
Dracone viene ricordato anche per essere stato il primo a codificare le leggi ateniesi; contrariamente alle credenze popolari, non fu invece il creatore di queste leggi. Il suo codice ebbe in parte anche la funzione di uniformare i metri di giudizio e ridurre gli abusi commessi dai giudici.
Una copia del testo originale del codice è conservata nel Museo Epigrafico ad Atene.

## La Costituzione timocratica
Secondo la Costituzione degli Ateniesi di Aristotele a Dracone sarebbe da attribuire anche la redazione di una costituzione timocratica. Tuttavia l'esame degli elementi politici ed economico-sociali (limitazione della cittadinanza a quanti appartenevano al censo utile per servire nell'esercito come opliti; istituzione di un consiglio di 401 membri; ruolo di controllo affidato all'Areopago, per la custodia delle leggi e la sorveglianza dell'operato dei magistrati) contenuti nella descrizione aristotelica farebbe pensare a un'età più tarda; pertanto il supposto ordinamento statale sarebbe da ricondurre presumibilmente al V secolo a.C. sotto la legislazione di Clistene.